# Kõrve (Mustvee)
Kõrve is een plaats in de Estlandse gemeente Mustvee, provincie Jõgevamaa. De plaats telt 11 inwoners (2021) en heeft de status van dorp (Estisch: küla).
Tot in oktober 2017 lag Kõrve in de gemeente Avinurme. In die maand werd Avinurme bij de gemeente Mustvee gevoegd.
Tussen 1926 en 1968 had de plaats een halte aan de spoorlijn Sonda-Mustvee.